# Daniel Skifte
Daniel Skifte (* 1. Februar 1936 in Maniitsoq; † 4. März 2020 in Vejle) war ein grönländischer Politiker (Atassut), Lehrer und Skisportler.

## Leben

### Frühe Jahre
Daniel Skifte war der jüngste Sohn von Daniel Iver Saul Skifte (1880–1935) und seiner zweiten Ehefrau Sofia Rakel Karen Lyberth (1898–1964). Sein Vater starb schon vor seiner Geburt. Er besuchte von 1950 bis 1952 die Efterskole in Nuuk und beendete 1956 die Realschule ebendort. Anschließend schloss er 1961 eine Lehrerausbildung am Staatsseminar in Ranum ab und wurde Lehrer in der Lyngby-Tårbæk Kommune. Am 3. Juli 1965 heiratete er die dänische Buchhalterin Inge Nissen Hagensen (* 1940), mit der er drei Kinder hatte. 1965 bildete er sich an Danmarks Højskole for Legemsøvelser fort und war schließlich von 1966 bis 1971 Lehrer in Nuuk an der Seminariumsschule und Grønlands Seminarium. Von 1971 bis 1975 war er Halleninspektor und dann bis 1982 erst Vize-, dann Schulinspektor in Nuuk. Bis 1995 arbeitete er als Schuldirektor.
Er war zudem 1967 der Gründer des ersten grönländischen Skiclubs Nuummi Sisorartartut Peqatigiit (NSP) und von 1969 bis 1973 Vorsitzender von Grønlands Idrætsforbund. Er war zudem Mitgründer von Grønlands Badmintonforbund, Grønlands Boldspil Union, Grønlands Skiforbund und Grønlands Håndboldforbund. Seinerzeit galt er als bester Skifahrer des Landes.

### Politikkarriere
1975 nahm er erstmals als Zweiter Stellvertreter für Lars Chemnitz an der Wahl zu Grønlands Landsråd teil. Bei der Folketingswahl 1977 war er Erster Stellvertreter von Otto Steenholdt.
1978 war er Mitgründer der Atassut. Für diese kandidierte er 1979 bei der ersten Wahl zum Inatsisartut, erreichte aber mit 152 Stimmen nur die viertmeisten seiner Partei seines Wahlkreises hinter Lars Chemnitz, Niels Carlo Heilmann und Anguteeraq Davidsen. Bei der Folketingswahl 1979 war er wieder Otto Steenholdts Stellvertreter. An der Parlamentswahl 1983 nahm er wieder als Lars Chemnitz’ Stellvertreter teil. Bei der Folketingswahl 1984 war er ebenfalls Lars Chemnitz’ Stellvertreter. Bei der Parlamentswahl desselben Jahres sowie 1987 und 1991 war er wieder Stellvertreter für Otto Steenholdt.
1993 wurde er zum Parteivorsitzenden der Atassut gewählt, ohne ein einziges Mal im Parlament gesessen zu haben. Zwei Jahre später nahm er selbst an der Parlamentswahl 1995 teil und erhielt die viertmeisten Stimmen seiner Partei in seinem Wahlbezirk und erreichte so einen Sitz. Anschließend wurde er zum Minister für Wirtschaft und Wohnungswesen im Kabinett Johansen II ernannt. Er behielt das Ministerium auch ab 1997 im Kabinett Motzfeldt VI. In dieser Zeit war er auch Vizeregierungschef. Bei der Parlamentswahl 1999 wurde er wiedergewählt. Im Dezember 2001 wurde er als Nachfolger des zurückgetretenen Ole Lynge zum Parlamentspräsidenten ernannt. Bei der Parlamentswahl 2002 trat er nicht mehr an und schied somit im Dezember 2002 als Parlamentspräsident und -mitglied aus. Zugleich gab er seinen Parteivorsitz ab und beendete seine politische Karriere mit 66 Jahren.
Am 31. Januar 2006 erhielt er den Nersornaat in Silber und am 5. Juli 2015 den in Gold. Daniel Skifte starb am 4. März 2020 im Alter von 84 Jahren im dänischen Vejle.